# Autoplusia egena
Autoplusia egena là một loài bướm đêm trong họ Noctuidae.

## Hình ảnh

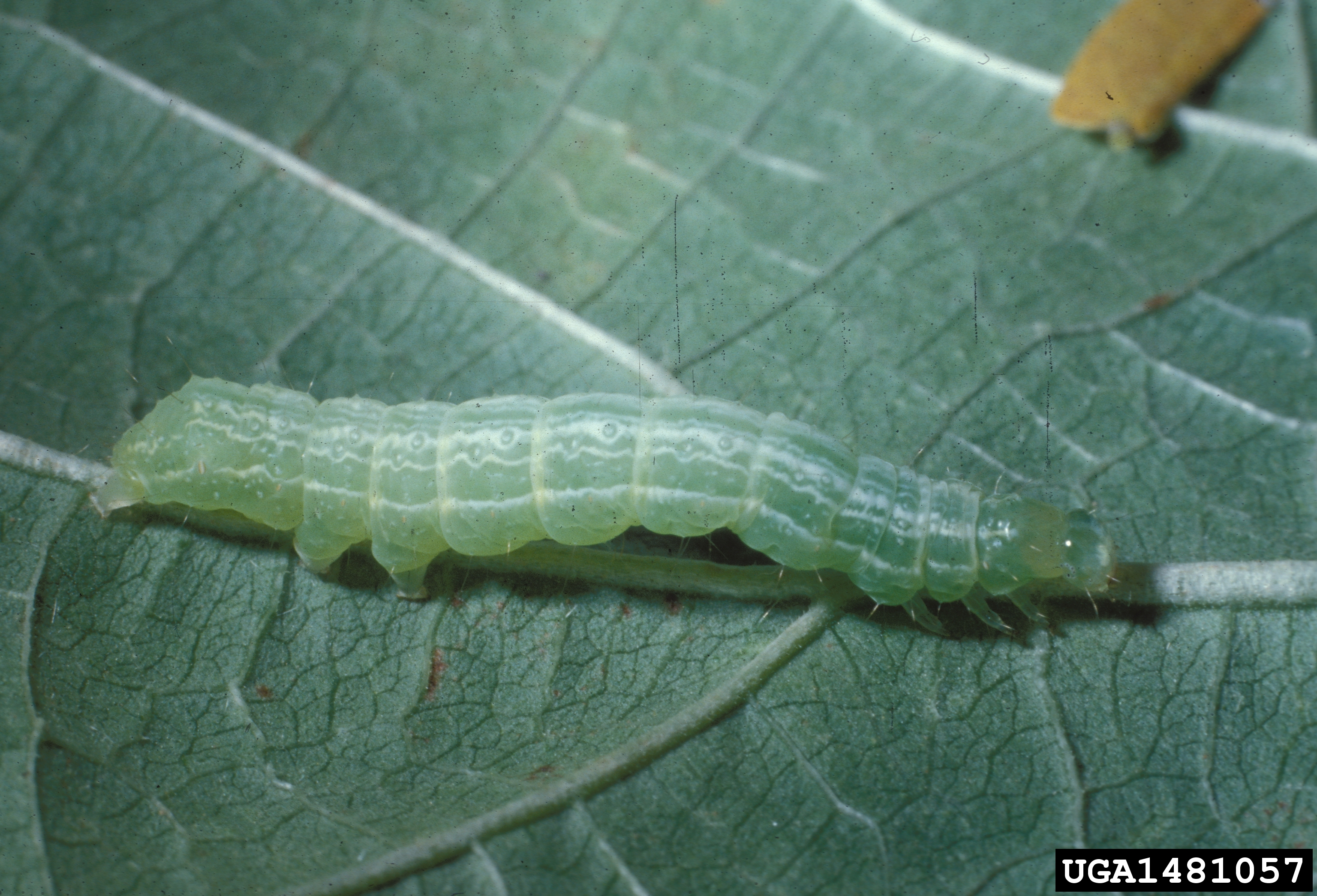